# Вилопо
Вилопо (индон. Wilopo; 21 октября 1909, Пурвореджо — 20 января 1981, Джакарта) — индонезийский политический деятель, член Национальной партии Индонезии. Премьер-министр Индонезии (1952—1953), министр иностранных дел Индонезии (1952), министр труда Индонезии (1949—1950). Спикер Учредительного Собрания Индонезии (1955—1959). Председатель Верховного консультативного совета (1968—1978).

## Биография
Вилопо родился 21 октября 1908 года в городе Пурвореджо, Центральная Ява. Учился в школе Таман Сисва (индон. Taman Siswa — Сад учащихся), после её окончания работал в ней учителем.
Впервые вошёл в правительство в 1947 году, получив должность младшего министра труда; занимал её в первом и втором кабинете Амира Шарифуддина с 3 июля 1947 по 29 января 1948 года. С 20 декабря 1949 по 6 сентября 1950 года был министром труда в кабинете Республики Соединённые Штаты Индонезии. В кабинете Сукимана Вирьосанджойо занимал пост министра торговли и промышленности.

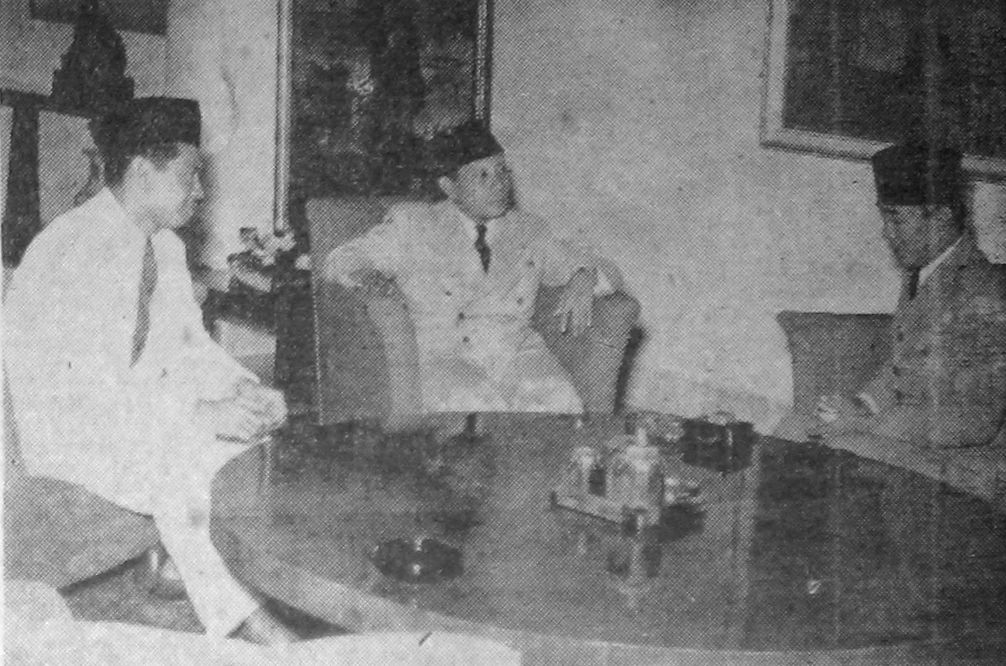
Президент Сукарно (слева) беседует с Вилопо (в центре) и Правото Мангкусасвито (справа). 22 ноября 1952 года.

19 марта 1952 года президент Сукарно поручил Вилопо сформировать правительство; спустя три дня Вилопо предоставил президенту список членов своего правительства, и с 1 апреля официально занял пост премьер-министра. В правительство Вилопо вошли представители Машуми и Национальной партии Индонезии. 26 дней, с 3 по 29 апреля Вилопо также занимал пост министра иностранных дел — по состоянию на 2014 год ему принадлежит рекорд по краткости нахождения на этом посту. Кабинету Вилопо удалось привлечь на свою сторону симпатии вооружённых сил, назначив на пост министра обороны популярного политика, султана Джокьякарты Хаменгкубувоно IX, однако спустя 14 месяцев после своего формирования кабинет рухнул, не справившись с решением аграрных вопросов.
С 1955 по 1959 год Вилопо занимал пост спикера Учредительного Собрания Индонезии. С 1968 по 1978 годы был председателем Верховного консультативного совета. С июня 1970 года работал в Комиссии по борьбе с коррупцией.
Вилопо скончался в Джакарте в 1981 году.

## Оценки личности
Герберт Фит, австралийский специалист по политике Индонезии, отмечает, что Вилопо пользовался репутацией справедливого политического деятеля, отзывчивого к нуждам рабочего класса и работавшего ради его блага. В то же время он не придавал первостепенной важности лояльности своей партии, и был способен вести переговоры с представителями любых политических течений.

## Награды
- Орден «Звезда Республики Индонезии» 2-й степени[11]